# Pennisetum ramosum
Pennisetum ramosum är en gräsart som först beskrevs av Ferdinand von Hochstetter, och fick sitt nu gällande namn av Georg August Schweinfurth. Pennisetum ramosum ingår i släktet borstgräs, och familjen gräs. Inga underarter finns listade i Catalogue of Life.